# Veřejná toaleta
Veřejná toaleta (veřejné WC) je zařízení, kde si může člověk (za úplatu nebo zdarma) odskočit a vykonat tzv. velkou nebo malou (v případě veřejných pisoárů pouze malou) potřebu. Veřejné toalety bývají umístěny buď v za tím účelem zřízených objektech, nebo ve stavbách jiného primárního určení (typicky na letištích, nádražích, stanicích metra, v nákupních centrech, některých větších obchodech apod.). Dostatečné množství veřejných toalet je důležité jako součást komfortu pobývání ve veřejném prostoru a zároveň jako prevence znečišťování veřejných prostor. Existuje také snaha o to, aby bylo běžné moct si odskočit v restauračních zařízeních nebo jinde.

## Konkrétní místní situace

### Praha
Kruhové toalety umístěné v reklamních sloupech, které bývaly často znečištěné a/nebo zapáchaly, byly z města v roce 2023 odstraňovány. Cena za použití byla ještě v roce 2023 původních 5 Kč, což nemohlo pokrýt náklady na řádný provoz. Mnoho z nich bylo trvale označeno nápisem „obsazeno“.

## Zajímavost
Japonsko kvůli olympiádě plánované na rok 2020 vytvořilo v tokijské čtvrti Šibuja 17 míst s novými a mnohdy neobvyklými veřejnými toaletami. Vzhledem k epidemii Covid-19 byla ale olympiáda odložena na rok 2021, a i tak byla kvůli další vlně epidemie účast na olympiádě poměrně malá. Tyto toalety jsou ovšem k vidění ve filmu Dokonalé dny (2023).

## Veřejné toalety v umění
- Stavba veřejného pisoáru v městečku Zvonokosy (v originále Clochemerle) je ústředním tématem francouzského humoristického románu Gabriela Chevalliera Zvonokosy.[5]
- Pokusem o vystavení pisoárové mušle jako uměleckého díla vytvořil v roce 1917 Marcel Duchamp podle historiků a teoretiků umění  přelomové dílo umění 20. století.
- Bulharsko bylo na díle Davida Černého, vystaveném v roce 2009 v budově bruselské Rady Evropské unie pod názvem Entropa, zobrazeno jako vzájemně propojená řada tureckých záchodů. To vyvolalo diplomatické protesty a tato část byla následně zakryta.[6]

## Galerie

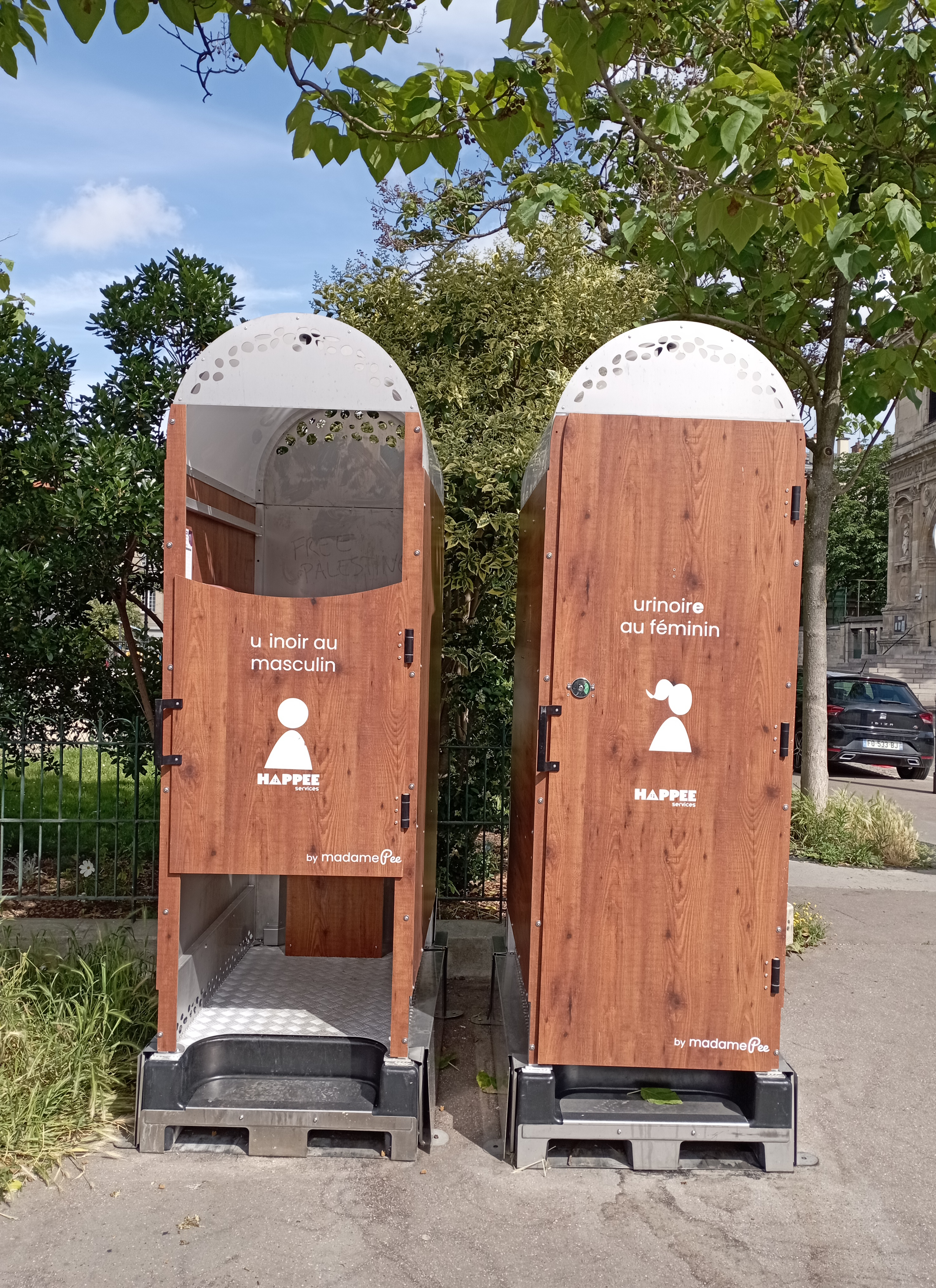
Bezplatné veřejné urinoáry pro pány (vlevo) a pro dámy (vpravo, mísa je opatřena mřížkou) v Paříži (foto 2024)
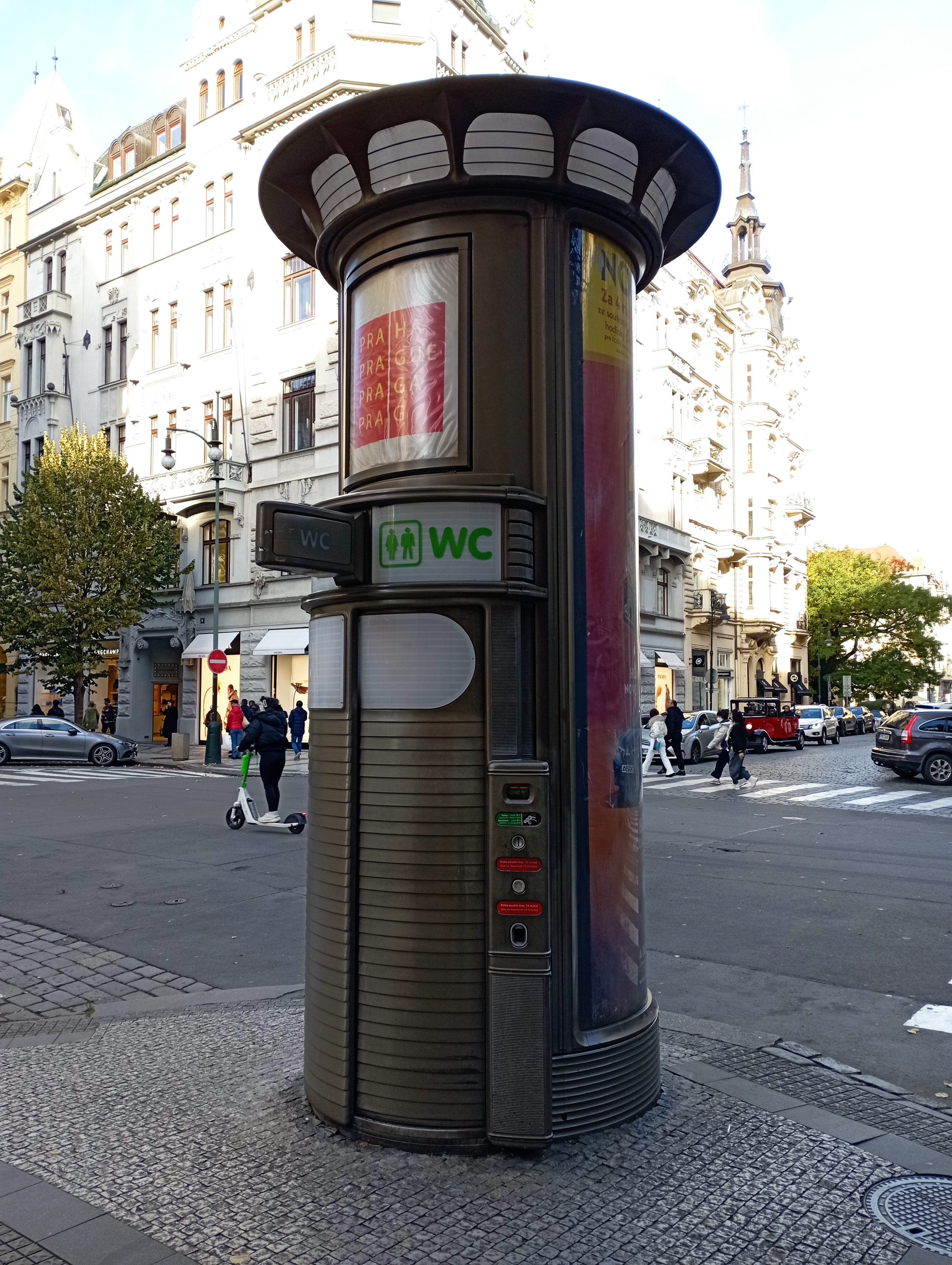
Jedna z odstraněných kruhových veřejných toalet v Praze stávala také v luxusní Pařížské ulici (odstraněna v prosinci 2023)
Veřejný výsuvný pisoár (Urilift) v Göteborgu (foto 2014)
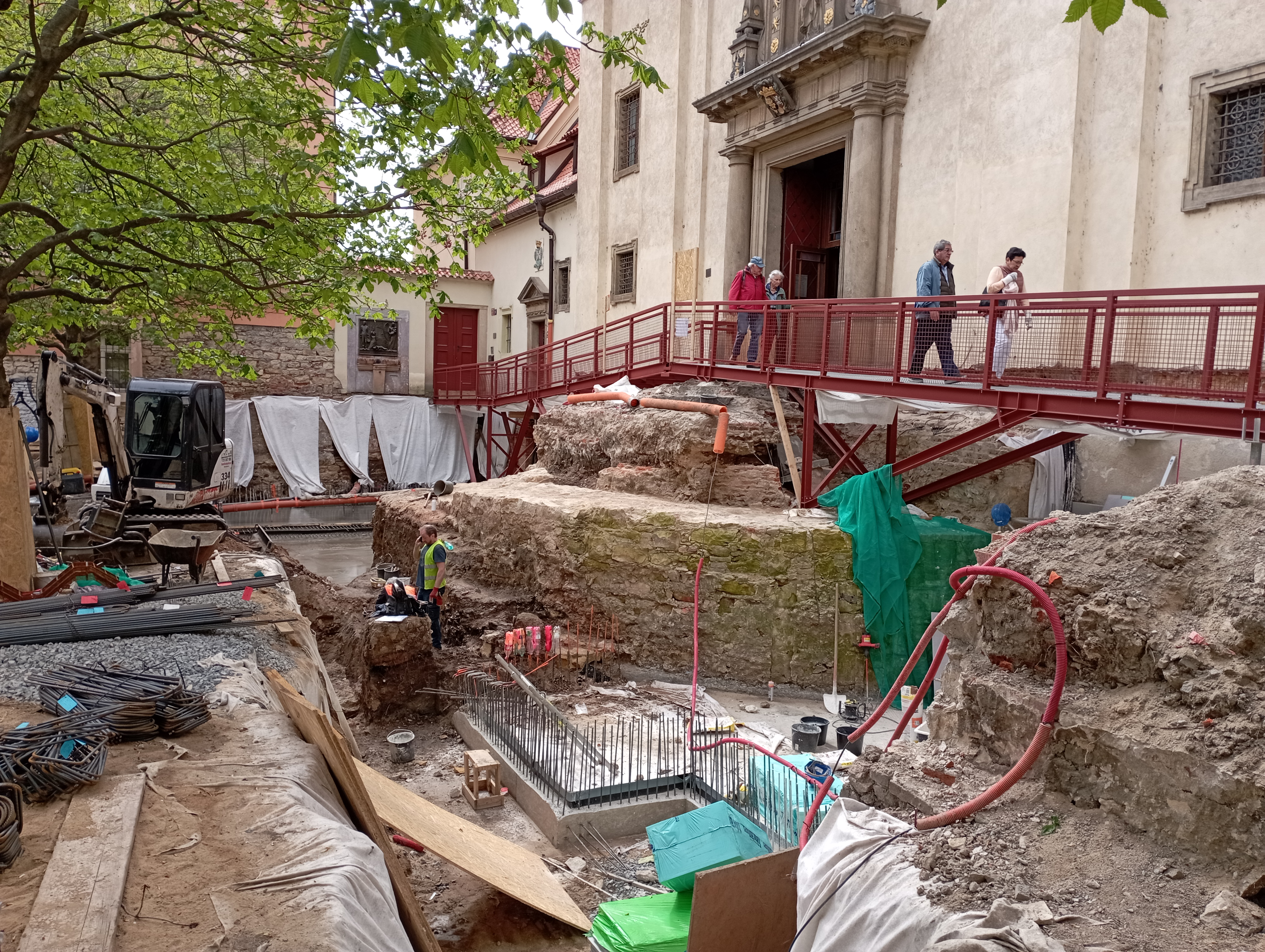
Rekonstrukce terasy před kostelem u Jezulátka v Praze, díky níž vzniknou bazbariérové přístupové rampy do kostela a veřejné toalety pod schodištěm[7] (foto 5. dubna 2024)